# Bartramia bogongia
Bartramia bogongia är en bladmossart som beskrevs av Catcheside 1987. Bartramia bogongia ingår i släktet äppelmossor, och familjen Bartramiaceae. Inga underarter finns listade i Catalogue of Life.